# Benjamin de Laforcade
Pour les articles homonymes, voir Laforcade.
Benjamin de Laforcade, né le 30 décembre 1993 à Toulouse en France, est un écrivain français.

## Biographie
Né à Toulouse, Benjamin de Laforcade a grandi à Nancy. Il vit et travaille à Berlin, en Allemagne, depuis 2017.
Il publie son premier roman, Rouge nu, aux éditions Gallimard en avril 2022. Il met en scène Ezra, le jeune assistant du grand peintre berlinois Andreas Mauser, qui « découvre que le génie de son maître n'est pas sans manipulation » (Sean Rose, Livres Hebdo). Eilene Hoft-March salue « un premier roman impressionnant » (« an impressive first novel ») dans The French Review (Johns Hopkins University Press, Mars 2023) tandis que Fasséry Kamissoko décrit le texte comme une « subtile exploration du monde de l'art » (Hans & Sandor, juillet 2023).
Son deuxième roman, Berlin pour elles, est publié aux éditions Gallimard en septembre 2024. Finaliste du prix Femina 2024, il est sélectionné sur les listes de plusieurs prix littéraires. Le roman développe l'amitié de deux jeunes femmes, Hannah et Judith, à l'est du mur de Berlin entre 1967 et 1988. L'Express inclut le roman dans sa liste de livres à lire et le qualifie de « beau roman incisif, tableau à la fois réaliste et profondément humain de la dureté du régime communiste. »

## Œuvres
- Rouge nu, éditions Gallimard, 2022, 288 p.  (ISBN 978-2-07-296112-0)
- Berlin pour elles, éditions Gallimard, 2024, 208 p.  (ISBN 978-2-07-303010-8)

## Distinctions

### Sélections
- Finaliste du Prix Femina 2024[6] pour Berlin pour elles
- Sélection au Prix Femina des lycéens 2024[7] pour Berlin pour elles
- Sélection au Prix Renaudot 2024[8] pour Berlin pour elles
- Sélection au Prix Renaudot des lycéens 2024[9] pour Berlin pour elles